# StarNet
StarNet este una dintre cele mai mari companii de telecomunicații din Republica Moldova, având 34 de oficii pe teritoriul țării.

## Despre StarNet
StarNet este un brand „fabricat în Moldova”, sută la sută local, care a progresat continuu ajungând să fie una din cele mai importante companii de telecomunicații din țară. Compania a ajuns printre liderii pieței de tehnologii informaționale și telecomunicații din Moldova, prin forțele proprii, cu efortul și entuziasmul celor care au crezut în puterea tehnologiilor moderne și a serviciilor inovative și de calitate. 
În prezent StarNet face parte din TOP-ul companiilor din domeniul comunicațiilor electronice din Republica Moldova și este unul din lideri la capitolul Internet, fiind primul provider din țară care a oferit acces la Internet și transport de date la viteză înaltă prin intermediul fibrei optice (Fiber Link).
Pe parcursul anilor de compania s-a dezvoltat rapid atât organic, prin deschiderea a 34 centre de vânzări în capitală și în alte orașe din țară, angajarea a peste 700 de oameni, cât și strategic, prin investițiile făcute în infrastructură, prin soluții tehnologice de ultimă generație, servicii inovaționale, rețele optice de generație nouă, echipament performant, aplicații și sisteme inteligente.
StarNet a reușit pe parcursul anilor să dezvolte și să implementeze în Moldova un spectru larg de servicii de ultimă generație, necesare în fiecare casă și afacere: acces la Internet rapid și transport date prin fibră optică, rețea metropolitană Wi-fi, rețele corporative, servicii Data Centru, servicii de IP tranzit pentru alți operatori, telefonie fixă NGN prin rețele de generație nouă, televiziune digitală interactivă cu opțiuni revoluționare, soluții licențiate de protecție a calculatoarelor, etc.
În anul 2011 StarNet a demarat un proiect ambițios, de mare anvergură – extinderea națională, care a presupus o investiție de peste 50 milioane de lei în construcția ariei de acoperire. StarNet, compania numărul 1 din Chișinău în privința clienților conectați la fibra optică, și-a propus să devină compania de comunicații electronice numărul 1 și în toată Moldova, oferind locuitorilor din diverse orașe ale țării posibilitatea de a alege o ofertă largă de produse și soluții integrate.
În prezent StarNet are 34 centre de vânzări, dintre care 7 în Chișinău și câte unul în Bălți, Edineț, Râșcani, Soroca, Florești, Drochia, Briceni, Ocnița, Glodeni, Ialoveni, Fălești, Ungheni, Sângerei, Călărași, Hâncești, Rezina, Nisporeni, Criuleni, Cimișlia, Comrat, Ceadâr-Lunga, Cahul, Taraclia, Basarabeasca, Vulcănești, Căușeni, Leova.
În anul 2020, baza de clienților cuprindea peste 150 de mii de clienți Home și Business, numărul lor fiind în continuă creștere.

## Istorie
Compania a fost fondată în august 2003, iar către anul 2014 aceasta a devenit concern format din 10 companii cu diverse tipuri , cu diverse tipuri d activitate. În doar 14 ani , ”StarNet” a devenit unul dintre cele mai valoroase și recunoscute branduri  din Moldova, apreciat atât de experți din domeniu, cât și  de clienți, pentru respectarea angajamentului ferm al Companiei față de valorile esențiale în afaceri, precum și datoria integrității și calității.
2003 - în luna august s-a născut StarNet;
2005 - este dezvoltată rețeaua metropolitană ADSL 2 +;
2006 - noi magazine sunt deschise în toate sectoarele or. Chișinău. StarNet are 3000 de clienți. Este creat primul canal alternativ de Internet din Republica Moldova, cu o capacitate de 155 Mbps;
2007 - StarNet este primul operator de telecomunicații care investește în acoperire cu fibră optică în Chișinău și UV (tehnologia FTTB) cu mai mult de 1000 blocuri conectate. Are loc upgrade-ul la un sistem avansat de tehnologie de radio releu, care oferă o capacitate de 620 Mbps internațional. Compania a obținut certificarea ISO 9001-2008 (Sistem de management al calității). Se lansează serviciul VOIP (Voice over Internet Protocol). Se efectuiază primele testări a platformei de televiziune digitală interactivă.
2008 - StarNet are mai mult de 250 de angajați fericiți. Este dezvoltată rețeaua de acoperire cu fibra optică în Chișinău și Bălți. Se efectuiază primele testări a platformei de televiziune digitală interactivă.
2009 - peste 2000 de puncte de prezență în Chișinău. Este deschis primul magazin regional în orașul Ungheni. StarNet a lansat programe de responsabilitate socială de anvergură: zone Wi-Fi cu acces gratuit și proiectul "Noi apreciem inteligența" cu 6 zone de acces gtaruit la Wi-Fi.
2010 - Prima companie care a trecut frontiera cu canalul optic construit, interconectând rețelele optice ale UE cu Republica Moldova. A fost lansat serviciul de telefonie fixă. StarNet începe investițiile în tehnologia FTTH;
2011 - StarNet face upgrade de interconectare la canalul internațional DWDM de până la 40 Gbps. Este lansat unul dintre cele mai avansate servicii de IPTV din industrie acompaniat de lansarea serviciului StarVoice. Extinderea regională a început în 14 orașe din țară. Mai mult de 500 de angajați în companiile ce fac parte din grupul Starnet bucură peste 60.000 de utilizatori. Acoperirea cu fibră: 100% în Chișinău.
2012 – Anul fidelizării și inovațiilor la StarNet. Compania a lansat programul de fidelitate "Prietenii StarNet" dedicat celor peste 70000 clienți. De asemenea, compania a adus pe piață cele mai inovatoare echipamente IPTV - Mag250 - și a revoluționat noțiunea de televiziune din țară. Extinderea regionala a continuat cu deschiderea în fiecare oraș a zonelor cu Wi-Fi gratuit.
2013 - StarNet a implementat portabilitatea numerelor in cadrul serviciului de telefonie. În august, compania a sărbătorit 10 ani de la aniversare.
2014 – Sunt lansate: 
- aplicația mobilă ”MyStarNet[4]” și versiunea perfecționată a site-ului corporativ www.starnet.md cu posibilitatea achitării on-line;
- sistemul de control inteligent de la distanță;
- platforma MagicTVBox, oferind servicii de IPTV pentru clienții din afara țării;
- serviciile Fax2Web și Web2Fax.

2015 – Este semnat parteneriatul cu Megogo.net, unul din cei mai mari furnizori de conținut cinema licențiat din CSI. În seara zilei de 26 februarie StarNet a devenit victima unui atac cibernetic, având loc cea mai mare scurgere de date personale din Republica Moldova. În Internet, pe un serviciu cloud rusesc, a fost plasată baza de date a clienților companiei, ce conținea datele personale a peste 53.000 clienți, dintre care, câteva mii de persoane juridice. Totodată, fișierele postate conțin parolele de administrare ale tuturor site-urilor hostate pe serverele providerului respectiv.

## Produse și servicii
- Internet FiberLink, acces Internet de mare viteză prin rețeaua proprie de fibră optică cu capacități Internet/Intranet de 100 Mbps – 10 GBps
- StarVoice, serviciu de Telefonie Fixă NGN prin rețele de generație nouă (Next Generation Network)
- Televiziunea digitală interactivă IPTV, lansată în februarie 2011
- serviciul Megogo.net
- Soluții complete de securitate informatică marca Kaspersky LAB

## Rețeaua Wi-Fi
Chișinăul este acoperit la ora actuală în proporție de 90% cu rețeaua Wi-Fi de la StarNet: parcuri, bulevarde, străzi, piețe comerciale, centre de agrement, universități și școli fac parte din cei peste 100 de km de acoperire wireless pe teritoriul capitalei. Oricine se poate conecta în mod gratuit la Internet și comunica liber cu cei dragi. StarNet a adus astfel Internetul mai aproape de oameni. Moldova se poate mândri cu rețea wireless unică în Europa, care are o arie de acoperire foarte mare este oferită în mod gratuit.
StarNet are acoperire în 34 orașe din Moldova.
StarNet este singura companie care deține o astfel de rețea națională de Internet fără fir, care oferă localnicilor acces la Internet gratuit în parcurile și zonele publice din orașe.

## Structura concernului
În 2003 au fost puse bazele companiei StarNet, iar în 2004 StarNet a devenit Concern, fiind compus din 5 companii cu diverse tipuri de activitate.
StarNet
- Compania StarNet asigură gestionarea infrastructurii rețelelor;
- Întreține și furnizează servicii de comunicații electronice către alți operatori;
- Asigură dezvoltarea și modernizarea tehnologiilor de comunicații electronice;
- Gestionează dezvoltarea infrastructurii companiilor din cadrul concernului;
- Creează și coordonează dezvoltarea proiectelor imobiliare marca StarNet.

StarNet Soluții - cea mai mare companie din cadrul Concernului StarNet, care gestionează rețeaua de fibră optică, oferind servicii de Televiziune, Internet și Telefonie clienților finali.
StarNet Management - asigură suportul organizațional al activității de administrare a Concernului, planificarea și dezvoltarea strategică a afacerilor companiilor din cadrul Concernului.
StarLab - prestează servicii IT pentru afacerile din Moldova. Automatizează procesele existente ale clienților și propune soluții pentru perfecționarea lor.
Oferă servicii IT pentru companii externe cu renume precum Porsche, Ness, Gemini CAD etc.
Digital Park - este un ecosistem IT unic, care adună sub același acoperiș companii și investitori străini, oferind concetățenilor salarii competitive și condiții excelente de muncă. Proiectul a fost lansat în 2019 cu scopul de a crea un mediu favorabil pentru creșterea și dezvoltarea companiilor din domeniul IT și industria creativă.

## Premii și distincții
Datorită activităților desfășurate într-un mod profesionist, realizării diferitor proiecte civice și prestării de servicii calitative, StarNet a obținut numeroase aprecieri și distincții.
2019 – „Mercuriul de Aur”, nominalizarea Marcă Consacrată, categoria Produse și Servicii în domeniul tehnicii și telecomunicațiilor.
2018 – „Mercuriul de Aur”, nominalizarea Marcă Consacrată, categoria Recunoștință și Încredere.
2017 – „Mercuriul de Aur”, nominalizarea Marcă Consacrată, categoria Produse și Servicii în domeniul tehnicii și telecomunicațiilor.
2016 – „Mercuriul de Aur”, nominalizarea Marcă Consacrată, categoria Produse și Servicii în domeniul tehnicii și telecomunicațiilor.
2014 – „Mercuriul de Aur” la nominalizarea ”Marca Comercială Responsabilă Social”
2013 – StarNet, premiat pentru performanța în afaceri – 1 februarie 2013, Chișinău. Cea mai înaltă distincție de stat, în domeniul mărcilor comerciale, „Mercuriul de Aur” a fost oferit pentru a 3-a oară companiei StarNet. Marele premiu, decernat în cadrul categoriei „Favoritul Anului” de către Camera de Comerț și Industrie a Moldovei este recunoașterea oficială a performanțelor obținute de către StarNet în anul 2012 și a contribuției companiei la dezvoltarea domeniului tehnologiilor informaționale din Moldova.
2012 – Premiul „Brandul Anului” în categoria Internet provideri + TV. A fost obținut în urma unui sondaj realizat de către revista Vip Magazin.
Conform sondajului, StarNet se află printre cele 111 cele mai populare branduri din Republica Moldova. 
2011 – Medalia de Aur și Diploma de onoare, nominalizarea „Favorit al anului” în cadrul concursului național „Marca Comercială”.
Directorul General al companiei StarNet, Alexandru Machedon a primit titlul onorific și insigna „Maestru în tehnologia informației și comunicații”, precum si distincția „Managerul anului” în cadrul evenimentului „Omul Anului”, organizat de către revista „Vip Magazin”.
2010 – Marele premiu „Mercuriul de Aur”, acordat în cadrul concursului național „Marca Comercială”.
2009 – Marele premiu „Mercuriul de Aur”, acordat în cadrul concursului național „Marca Comercială”.
2006 – StarNet câștigă titlul onorific „Provider Popular”, acordat în cadrul Expoziției internaționale „Cominfo” (Chișinău) și premiul internațional „Excellence in Business Management-Europe 2006”, acordat de către „Magazine of Tourism, Industry&Commerce” (Spania).

## Conducere
Alexandru Machedon este fondatorul și proprietarul companiei. Este absolvent al Academiei de Studii Economice din Moldova și a Universitatății Tehnice din Moldova. 